# Flabellum
Flabellum är ett släkte av koralldjur. Flabellum ingår i familjen Flabellidae.

## Bildgalleri

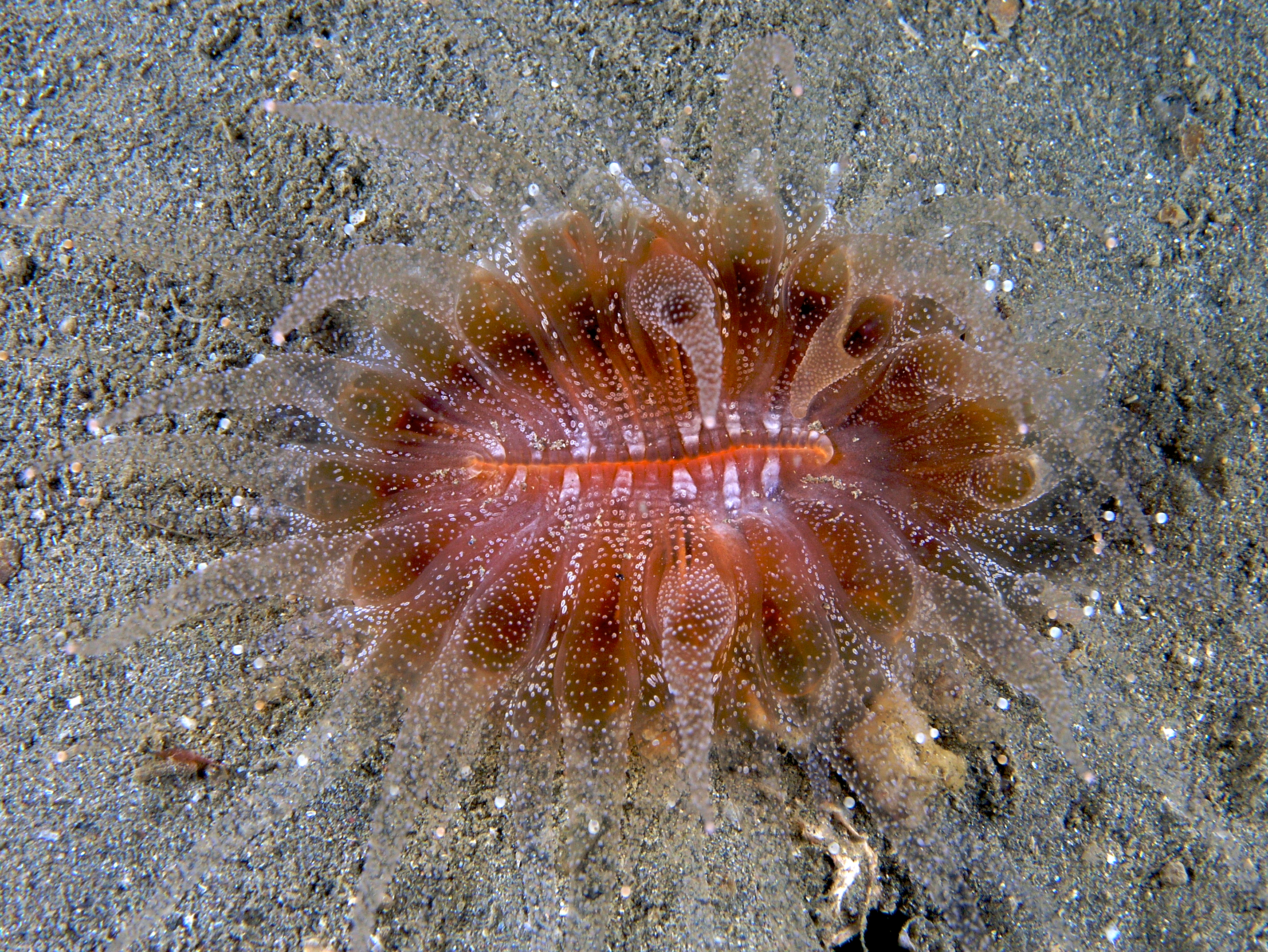
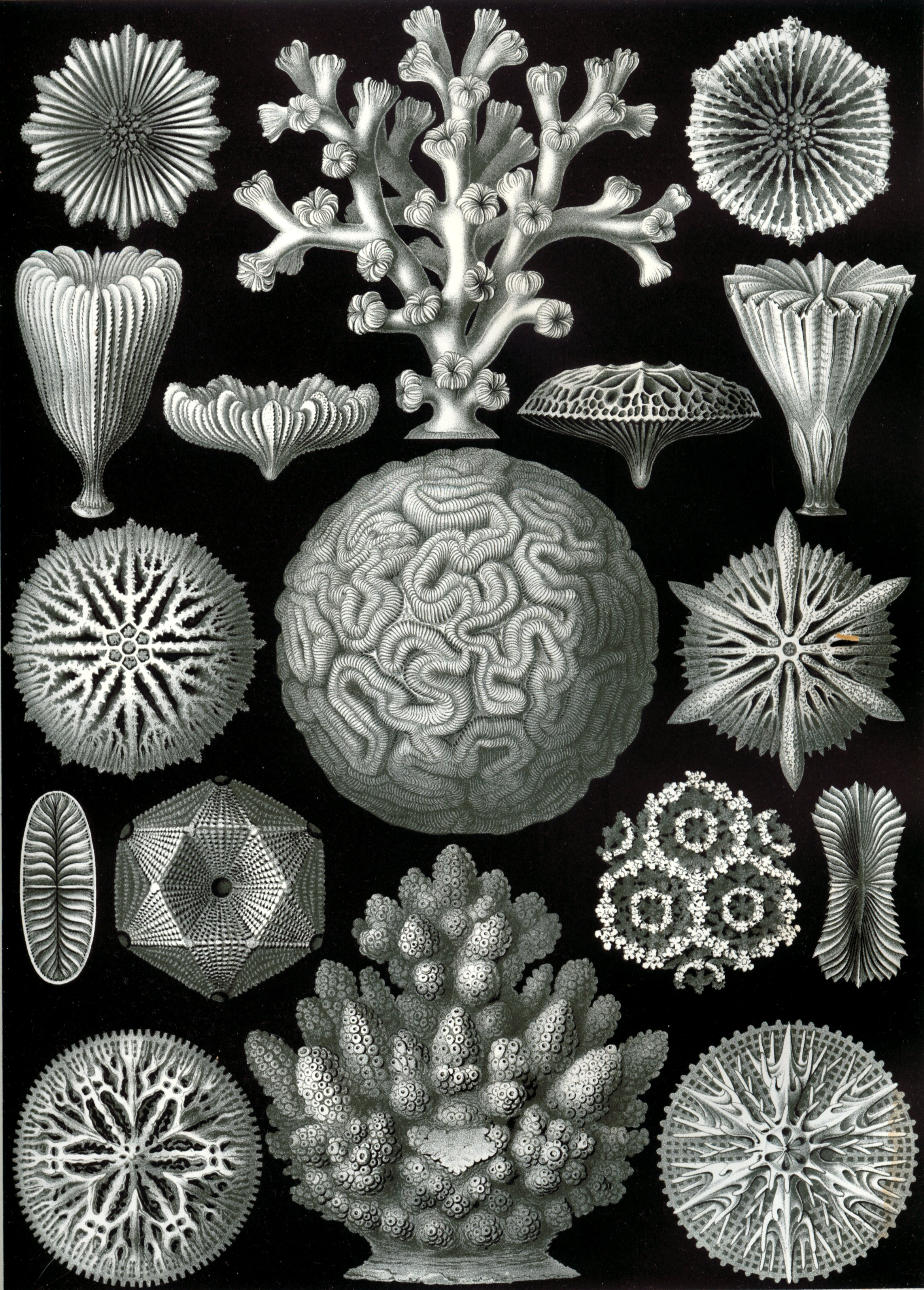
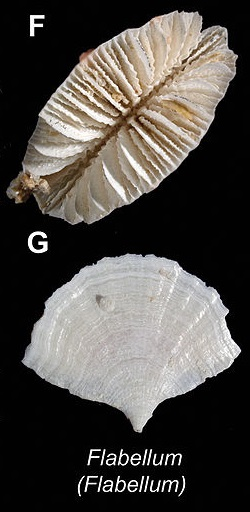
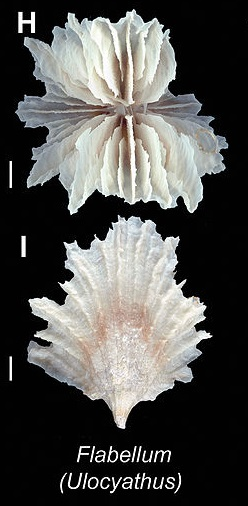

## Dottertaxa tillFlabellum, i alfabetisk ordning[1]
- Flabellum alabastrum
- Flabellum angulare
- Flabellum angustum
- Flabellum aotearoa
- Flabellum apertum
- Flabellum arcuatile
- Flabellum areum
- Flabellum atlanticum
- Flabellum australe
- Flabellum campanulatum
- Flabellum chunii
- Flabellum conuis
- Flabellum curvatum
- Flabellum daphnense
- Flabellum deludens
- Flabellum flexuosum
- Flabellum floridanum
- Flabellum folkesoni
- Flabellum gardineri
- Flabellum hoffmeisteri
- Flabellum impensum
- Flabellum japonicum
- Flabellum knoxi
- Flabellum lamellulosum
- Flabellum lowekeyesi
- Flabellum macandrewi
- Flabellum magnificum
- Flabellum marcus
- Flabellum marenzelleri
- Flabellum messum
- Flabellum moseleyi
- Flabellum ongulense
- Flabellum patens
- Flabellum pavoninum
- Flabellum politum
- Flabellum sexcostatum
- Flabellum sibogae
- Flabellum thouarsii
- Flabellum transversale
- Flabellum tuthilli
- Flabellum vaughani